# 刘本培
刘本培（1932年11月—2019年3月4日），男，上海松江人，中国地质学家，曾任中国地质大学（北京）教授、博士生导师。